# Lista över fornlämningar i Gotlands kommun (Hejnum)
Lista över fornlämningar i Gotlands kommun (Hejnum) är en förteckning av ett urval av de fornlämningar som finns i Hejnum i Gotlands kommun.
| Namn                          | Lämningstyp                      | Tillkomsttid | Historisk indelning | Plats | Läge                 | ID-nr          | Bild                                      |
| ----------------------------- | -------------------------------- | ------------ | ------------------- | ----- | -------------------- | -------------- | ----------------------------------------- |
| Hejnum 3:1                    | Stenkrets                        |              | Hejnum, Gotland     |       | 57.713915, 18.669837 | 10093600030001 | Ladda upp en bild av detta fornminne      |
| Hejnum 4:1                    | Grav markerad av sten/block      |              | Hejnum, Gotland     |       | 57.712843, 18.614283 | 10093600040001 | Ladda upp en till bild av detta fornminne |
| Hejnum 5:1                    | Gravfält                         |              | Hejnum, Gotland     |       | 57.712567, 18.657562 | 10093600050001 | Ladda upp en bild av detta fornminne      |
| Hejnum 6:1                    | Röse                             |              | Hejnum, Gotland     |       | 57.712240, 18.611871 | 10093600060001 | Ladda upp en bild av detta fornminne      |
| Hejnum 6:2                    | Stensättning                     |              | Hejnum, Gotland     |       | 57.712014, 18.611717 | 10093600060002 | Ladda upp en bild av detta fornminne      |
| Hejnum 7:1                    | Gravfält                         |              | Hejnum, Gotland     |       | 57.711954, 18.660470 | 10093600070001 | Ladda upp en bild av detta fornminne      |
| Hejnum 8:1                    | Stensättning                     |              | Hejnum, Gotland     |       | 57.711275, 18.652779 | 10093600080001 | Ladda upp en bild av detta fornminne      |
| Hejnum 8:2                    | Stensättning                     |              | Hejnum, Gotland     |       | 57.711187, 18.652639 | 10093600080002 | Ladda upp en bild av detta fornminne      |
| Hejnum 8:3                    | Stensättning                     |              | Hejnum, Gotland     |       | 57.711246, 18.652595 | 10093600080003 | Ladda upp en bild av detta fornminne      |
| Hejnum 8:4                    | Stensättning                     |              | Hejnum, Gotland     |       | 57.711145, 18.652515 | 10093600080004 | Ladda upp en bild av detta fornminne      |
| Hejnum 9:1                    | Stensättning                     |              | Hejnum, Gotland     |       | 57.710652, 18.686987 | 10093600090001 | Ladda upp en bild av detta fornminne      |
| Hejnum 10:2                   | Röse                             |              | Hejnum, Gotland     |       | 57.710430, 18.651277 | 10093600100002 | Ladda upp en bild av detta fornminne      |
| Hejnum 11:1                   | Gravfält                         |              | Hejnum, Gotland     |       | 57.710370, 18.632497 | 10093600110001 | Ladda upp en bild av detta fornminne      |
| Hejnum 12:1                   | Husgrund, förhistorisk/medeltida |              | Hejnum, Gotland     |       | 57.709269, 18.689057 | 11000000001484 | Ladda upp en bild av detta fornminne      |
| Hejnum 12:2                   | Husgrund, förhistorisk/medeltida |              | Hejnum, Gotland     |       | 57.708979, 18.689092 | 11000000001485 | Ladda upp en bild av detta fornminne      |
| Hejnum 13:1                   | Stensättning                     |              | Hejnum, Gotland     |       | 57.709463, 18.614336 | 10093600130001 | Ladda upp en bild av detta fornminne      |
| Hejnum 13:2                   | Stensättning                     |              | Hejnum, Gotland     |       | 57.709484, 18.614175 | 10093600130002 | Ladda upp en bild av detta fornminne      |
| Hejnum 14:1                   | Röse                             |              | Hejnum, Gotland     |       | 57.709155, 18.668988 | 10093600140001 | Ladda upp en bild av detta fornminne      |
| Hejnum 15:1                   | Stensättning                     |              | Hejnum, Gotland     |       | 57.707372, 18.673875 | 10093600150001 | Ladda upp en bild av detta fornminne      |
| Hejnum 16:1                   | Stensättning                     |              | Hejnum, Gotland     |       | 57.707485, 18.632225 | 10093600160001 | Ladda upp en bild av detta fornminne      |
| Hejnum 17:1                   | Gravfält                         |              | Hejnum, Gotland     |       | 57.707457, 18.613047 | 10093600170001 | Ladda upp en bild av detta fornminne      |
| Skradar-Stainen (Hejnum 18:1) | Hällristning                     |              | Hejnum, Gotland     |       | 57.706219, 18.666538 | 10093600180001 | Ladda upp en bild av detta fornminne      |
| Hejnum 18:2                   | Stensättning                     |              | Hejnum, Gotland     |       | 57.706248, 18.666202 | 10093600180002 | Ladda upp en bild av detta fornminne      |
| Hejnum 19:1                   | Gravfält                         |              | Hejnum, Gotland     |       | 57.705446, 18.636665 | 10093600190001 | Ladda upp en bild av detta fornminne      |
| Hejnum 20:1                   | Husgrund, förhistorisk/medeltida |              | Hejnum, Gotland     |       | 57.705758, 18.630692 | 10093600200001 | Ladda upp en till bild av detta fornminne |
| Hejnum 20:2                   | Husgrund, förhistorisk/medeltida |              | Hejnum, Gotland     |       | 57.705593, 18.630597 | 10093600200002 | Ladda upp en till bild av detta fornminne |
| Hejnum 20:3                   | Husgrund, förhistorisk/medeltida |              | Hejnum, Gotland     |       | 57.705508, 18.631085 | 10093600200003 | Ladda upp en bild av detta fornminne      |
| Hejnum 21:1                   | Gravfält                         |              | Hejnum, Gotland     |       | 57.703399, 18.631367 | 10093600210001 | Ladda upp en bild av detta fornminne      |
| Hejnum 22:1                   | Gravfält                         |              | Hejnum, Gotland     |       | 57.701801, 18.630569 | 10093600220001 | Ladda upp en bild av detta fornminne      |
| Hejnum 23:1                   | Gravfält                         |              | Hejnum, Gotland     |       | 57.701285, 18.630618 | 10093600230001 | Ladda upp en bild av detta fornminne      |
| Hejnum 24:1                   | Stensättning                     |              | Hejnum, Gotland     |       | 57.701284, 18.632965 | 10093600240001 | Ladda upp en bild av detta fornminne      |
| Hejnum 25:1                   | Stensättning                     |              | Hejnum, Gotland     |       | 57.701147, 18.601569 | 10093600250001 | Ladda upp en bild av detta fornminne      |
| Hejnum 25:2                   | Stensättning                     |              | Hejnum, Gotland     |       | 57.701321, 18.602168 | 10093600250002 | Ladda upp en bild av detta fornminne      |
| Hejnum 26:1                   | Gravfält                         |              | Hejnum, Gotland     |       | 57.699297, 18.613582 | 10093600260001 | Ladda upp en bild av detta fornminne      |
| Hejnum 27:1                   | Stensättning                     |              | Hejnum, Gotland     |       | 57.699467, 18.634395 | 10093600270001 | Ladda upp en bild av detta fornminne      |
| Hejnum 27:2                   | Stensättning                     |              | Hejnum, Gotland     |       | 57.699486, 18.634853 | 10093600270002 | Ladda upp en bild av detta fornminne      |
| Hejnum 29:1                   | Röse                             |              | Hejnum, Gotland     |       | 57.698869, 18.631229 | 10093600290001 | Ladda upp en bild av detta fornminne      |
| Hejnum 30:1                   | Stensättning                     |              | Hejnum, Gotland     |       | 57.698779, 18.632081 | 10093600300001 | Ladda upp en bild av detta fornminne      |
| Hejnum 30:2                   | Stensättning                     |              | Hejnum, Gotland     |       | 57.698695, 18.632130 | 10093600300002 | Ladda upp en bild av detta fornminne      |
| Hejnum 30:3                   | Stensättning                     |              | Hejnum, Gotland     |       | 57.698551, 18.632431 | 10093600300003 | Ladda upp en bild av detta fornminne      |
| Hejnum 31:1                   | Gravfält                         |              | Hejnum, Gotland     |       | 57.697834, 18.631183 | 10093600310001 | Ladda upp en till bild av detta fornminne |
| Hejnum 32:1                   | Röse                             |              | Hejnum, Gotland     |       | 57.698410, 18.603659 | 10093600320001 | Ladda upp en bild av detta fornminne      |
| Hejnum 32:2                   | Röse                             |              | Hejnum, Gotland     |       | 57.698148, 18.603671 | 10093600320002 | Ladda upp en bild av detta fornminne      |
| Hejnum 32:3                   | Stensättning                     |              | Hejnum, Gotland     |       | 57.697628, 18.603567 | 10093600320003 | Ladda upp en bild av detta fornminne      |
| Hejnum 33:1                   | Röse                             |              | Hejnum, Gotland     |       | 57.698133, 18.612190 | 10093600330001 | Ladda upp en bild av detta fornminne      |
| Hejnum 33:2                   | Stensättning                     |              | Hejnum, Gotland     |       | 57.698182, 18.612312 | 10093600330002 | Ladda upp en bild av detta fornminne      |
| Hejnum 35:1                   | Stensättning                     |              | Hejnum, Gotland     |       | 57.696818, 18.634943 | 10093600350001 | Ladda upp en bild av detta fornminne      |
| Hejnum 36:1                   | Gravfält                         |              | Hejnum, Gotland     |       | 57.695901, 18.633820 | 10093600360001 | Ladda upp en bild av detta fornminne      |
| Hejnum 37:1                   | Bildristning                     |              | Hejnum, Gotland     |       | 57.696387, 18.631956 | 10093600370001 | Ladda upp en bild av detta fornminne      |
| Hejnum 37:2                   | Hällristning                     |              | Hejnum, Gotland     |       | 57.696293, 18.632039 | 11100000000846 | Ladda upp en bild av detta fornminne      |
| Hejnum 37:3                   | Hällristning                     |              | Hejnum, Gotland     |       | 57.696293, 18.632039 | 11100000000847 | Ladda upp en bild av detta fornminne      |
| Hejnum 37:4                   | Hällristning                     |              | Hejnum, Gotland     |       | 57.696293, 18.632039 | 11100000000848 | Ladda upp en bild av detta fornminne      |
| Hejnum 38:1                   | Stensättning                     |              | Hejnum, Gotland     |       | 57.696161, 18.632288 | 10093600380001 | Ladda upp en bild av detta fornminne      |
| Hejnum 39:1                   | Stenkistgrav                     |              | Hejnum, Gotland     |       | 57.695884, 18.632018 | 10093600390001 | Ladda upp en bild av detta fornminne      |
| Hejnum 40:1                   | Bildristning                     |              | Hejnum, Gotland     |       | 57.695583, 18.619905 | 10093600400001 | Ladda upp en bild av detta fornminne      |
| Hejnum 40:2                   | Hällristning                     |              | Hejnum, Gotland     |       | 57.695452, 18.619994 | 11100000000849 | Ladda upp en bild av detta fornminne      |
| Hejnum 41:1                   | Stensättning                     |              | Hejnum, Gotland     |       | 57.695601, 18.611879 | 10093600410001 | Ladda upp en bild av detta fornminne      |
| Hejnum 41:2                   | Stensättning                     |              | Hejnum, Gotland     |       | 57.695596, 18.612120 | 10093600410002 | Ladda upp en bild av detta fornminne      |
| Hejnum 42:1                   | Röse                             |              | Hejnum, Gotland     |       | 57.695276, 18.609093 | 10093600420001 | Ladda upp en bild av detta fornminne      |
| Hejnum 42:2                   | Röse                             |              | Hejnum, Gotland     |       | 57.695400, 18.608643 | 10093600420002 | Ladda upp en bild av detta fornminne      |
| Hejnum 45:1                   | Gravfält                         |              | Hejnum, Gotland     |       | 57.694159, 18.633452 | 10093600450001 | Ladda upp en bild av detta fornminne      |
| Hejnum 46:1                   | Röse                             |              | Hejnum, Gotland     |       | 57.694277, 18.592270 | 10093600460001 | Ladda upp en bild av detta fornminne      |
| Hejnum 46:2                   | Röse                             |              | Hejnum, Gotland     |       | 57.694112, 18.592287 | 10093600460002 | Ladda upp en bild av detta fornminne      |
| Hejnum 46:3                   | Röse                             |              | Hejnum, Gotland     |       | 57.693960, 18.592137 | 10093600460003 | Ladda upp en bild av detta fornminne      |
| Hejnum 46:4                   | Röse                             |              | Hejnum, Gotland     |       | 57.694102, 18.592735 | 10093600460004 | Ladda upp en bild av detta fornminne      |
| Hejnum 47:1                   | Stensättning                     |              | Hejnum, Gotland     |       | 57.693778, 18.611629 | 10093600470001 | Ladda upp en bild av detta fornminne      |
| Hejnum 48:1                   | Gravfält                         |              | Hejnum, Gotland     |       | 57.694081, 18.586516 | 10093600480001 | Ladda upp en bild av detta fornminne      |
| Hejnum 49:1                   | Gravfält                         |              | Hejnum, Gotland     |       | 57.693393, 18.611025 | 10093600490001 | Ladda upp en bild av detta fornminne      |
| Hejnum 50:1                   | Stensättning                     |              | Hejnum, Gotland     |       | 57.693625, 18.589485 | 10093600500001 | Ladda upp en bild av detta fornminne      |
| Hejnum 50:2                   | Stensättning                     |              | Hejnum, Gotland     |       | 57.693510, 18.589895 | 10093600500002 | Ladda upp en bild av detta fornminne      |
| Hejnum 50:3                   | Stensättning                     |              | Hejnum, Gotland     |       | 57.693490, 18.590053 | 10093600500003 | Ladda upp en bild av detta fornminne      |
| Hejnum 51:1                   | Husgrund, historisk tid          |              | Hejnum, Gotland     |       | 57.692989, 18.609499 | 10093600510001 | Ladda upp en till bild av detta fornminne |
| Hejnum 52:1                   | Gravfält                         |              | Hejnum, Gotland     |       | 57.690716, 18.633877 | 10093600520001 | Ladda upp en bild av detta fornminne      |
| Hejnum 53:2                   | Stensättning                     |              | Hejnum, Gotland     |       | 57.690251, 18.633242 | 10093600530002 | Ladda upp en bild av detta fornminne      |
| Hejnum 53:3                   | Grav markerad av sten/block      |              | Hejnum, Gotland     |       | 57.690179, 18.633237 | 10093600530003 | Ladda upp en bild av detta fornminne      |
| Hejnum 53:4                   | Grav markerad av sten/block      |              | Hejnum, Gotland     |       | 57.690175, 18.633103 | 10093600530004 | Ladda upp en bild av detta fornminne      |
| Hejnum 55:1                   | Bildristning                     |              | Hejnum, Gotland     |       | 57.688845, 18.603734 | 10093600550001 | Ladda upp en till bild av detta fornminne |
| Hejnum 56:1                   | Stensättning                     |              | Hejnum, Gotland     |       | 57.688291, 18.633072 | 10093600560001 | Ladda upp en bild av detta fornminne      |
| Hejnum 56:2                   | Stensättning                     |              | Hejnum, Gotland     |       | 57.688690, 18.633093 | 10093600560002 | Ladda upp en bild av detta fornminne      |
| Hejnum 58:1                   | Stensättning                     |              | Hejnum, Gotland     |       | 57.687764, 18.633242 | 10093600580001 | Ladda upp en bild av detta fornminne      |
| Hejnum 59:1                   | Gravfält                         |              | Hejnum, Gotland     |       | 57.686091, 18.632980 | 10093600590001 | Ladda upp en bild av detta fornminne      |
| Hejnum 60:1                   | Stensättning                     |              | Hejnum, Gotland     |       | 57.685962, 18.649033 | 10093600600001 | Ladda upp en bild av detta fornminne      |
| Hejnum 60:2                   | Stensättning                     |              | Hejnum, Gotland     |       | 57.685888, 18.648962 | 10093600600002 | Ladda upp en bild av detta fornminne      |
| Hejnum 60:3                   | Stensättning                     |              | Hejnum, Gotland     |       | 57.685812, 18.649163 | 10093600600003 | Ladda upp en bild av detta fornminne      |
| Hejnum 60:4                   | Stenkistgrav                     |              | Hejnum, Gotland     |       | 57.685708, 18.649160 | 10093600600004 | Ladda upp en bild av detta fornminne      |
| Hejnum 62:1                   | Gravfält                         |              | Hejnum, Gotland     |       | 57.683698, 18.608590 | 10093600620001 | Ladda upp en bild av detta fornminne      |
| Hejnum 63:1                   | Stensättning                     |              | Hejnum, Gotland     |       | 57.683813, 18.607170 | 10093600630001 | Ladda upp en bild av detta fornminne      |
| Hejnum 64:1                   | Hällristning                     |              | Hejnum, Gotland     |       | 57.682179, 18.626695 | 11100000000850 | Ladda upp en bild av detta fornminne      |
| Hejnum 65:1                   | Stensättning                     |              | Hejnum, Gotland     |       | 57.681783, 18.606660 | 10093600650001 | Ladda upp en bild av detta fornminne      |
| Hejnum 65:2                   | Stensättning                     |              | Hejnum, Gotland     |       | 57.681581, 18.606082 | 10093600650002 | Ladda upp en bild av detta fornminne      |
| Hejnum 67:1                   | Stensättning                     |              | Hejnum, Gotland     |       | 57.680303, 18.610068 | 10093600670001 | Ladda upp en bild av detta fornminne      |
| Hejnum 67:2                   | Stensättning                     |              | Hejnum, Gotland     |       | 57.680125, 18.610323 | 10093600670002 | Ladda upp en bild av detta fornminne      |
| Hejnum 67:3                   | Stensättning                     |              | Hejnum, Gotland     |       | 57.680022, 18.610107 | 10093600670003 | Ladda upp en bild av detta fornminne      |
| Hejnum 68:1                   | Stensättning                     |              | Hejnum, Gotland     |       | 57.678187, 18.640438 | 10093600680001 | Ladda upp en bild av detta fornminne      |
| Hejnum 68:2                   | Hög                              |              | Hejnum, Gotland     |       | 57.677981, 18.640434 | 10093600680002 | Ladda upp en bild av detta fornminne      |
| Hejnum 69:1                   | Röse                             |              | Hejnum, Gotland     |       | 57.676899, 18.604130 | 10093600690001 | Ladda upp en bild av detta fornminne      |
| Hejnum 69:2                   | Stensättning                     |              | Hejnum, Gotland     |       | 57.676794, 18.604071 | 10093600690002 | Ladda upp en bild av detta fornminne      |
| Hejnum 69:3                   | Stensättning                     |              | Hejnum, Gotland     |       | 57.676786, 18.604295 | 10093600690003 | Ladda upp en bild av detta fornminne      |
| Hejnum 70:1                   | Stensättning                     |              | Hejnum, Gotland     |       | 57.673447, 18.599571 | 10093600700001 | Ladda upp en bild av detta fornminne      |
| Hejnum 71:1                   | Gravfält                         |              | Hejnum, Gotland     |       | 57.672717, 18.645107 | 10093600710001 | Ladda upp en bild av detta fornminne      |
| Hejnum 72:1                   | Stensättning                     |              | Hejnum, Gotland     |       | 57.672919, 18.650860 | 10093600720001 | Ladda upp en bild av detta fornminne      |
| Hejnum 72:2                   | Stensättning                     |              | Hejnum, Gotland     |       | 57.672780, 18.650569 | 10093600720002 | Ladda upp en bild av detta fornminne      |
| Hejnum 74:1                   | Husgrund, förhistorisk/medeltida |              | Hejnum, Gotland     |       | 57.671995, 18.640482 | 10093600740001 | Ladda upp en bild av detta fornminne      |
| Hejnum 74:2                   | Husgrund, förhistorisk/medeltida |              | Hejnum, Gotland     |       | 57.671725, 18.639950 | 10093600740002 | Ladda upp en bild av detta fornminne      |
| Hejnum 75:1                   | Röse                             |              | Hejnum, Gotland     |       | 57.671127, 18.606439 | 10093600750001 | Ladda upp en bild av detta fornminne      |
| Hejnum 76:1                   | Gravfält                         |              | Hejnum, Gotland     |       | 57.667090, 18.638324 | 10093600760001 | Ladda upp en bild av detta fornminne      |
| Hejnum 80:2                   | Husgrund, förhistorisk/medeltida |              | Hejnum, Gotland     |       | 57.662014, 18.638728 | 10093600800002 | Ladda upp en bild av detta fornminne      |
| Hejnum 80:3                   | Husgrund, förhistorisk/medeltida |              | Hejnum, Gotland     |       | 57.661827, 18.638777 | 10093600800003 | Ladda upp en bild av detta fornminne      |
| Hejnum 90:1                   | Stensättning                     |              | Hejnum, Gotland     |       | 57.664166, 18.589786 | 10093600900001 | Ladda upp en bild av detta fornminne      |
| Hejnum 92:1                   | Stensättning                     |              | Hejnum, Gotland     |       | 57.718255, 18.632913 | 10093600920001 | Ladda upp en bild av detta fornminne      |
| Hejnum 96:1                   | Stensättning                     |              | Hejnum, Gotland     |       | 57.711992, 18.613626 | 10093600960001 | Ladda upp en bild av detta fornminne      |
| Hejnum 98:1                   | Gravfält                         |              | Hejnum, Gotland     |       | 57.707101, 18.603573 | 10093600980001 | Ladda upp en bild av detta fornminne      |
| Hejnum 105:1                  | Hällristning                     |              | Hejnum, Gotland     |       | 57.692731, 18.619050 | 11100000000966 | Ladda upp en bild av detta fornminne      |
| Hejnum 105:2                  | Hällristning                     |              | Hejnum, Gotland     |       | 57.692759, 18.619016 | 11100000000967 | Ladda upp en bild av detta fornminne      |
| Hejnum 113:1                  | Gravfält                         |              | Hejnum, Gotland     |       | 57.696787, 18.632629 | 10093601130001 | Ladda upp en bild av detta fornminne      |
| Hejnum 114:1                  | Hällristning                     |              | Hejnum, Gotland     |       | 57.682162, 18.609035 | 11100000000968 | Ladda upp en bild av detta fornminne      |
| Hejnum 115:1                  | Stensättning                     |              | Hejnum, Gotland     |       | 57.692772, 18.585725 | 10093601150001 | Ladda upp en bild av detta fornminne      |
| Hejnum 116:1                  | Grav markerad av sten/block      |              | Hejnum, Gotland     |       | 57.691376, 18.599284 | 10093601160001 | Ladda upp en bild av detta fornminne      |
| Hejnum 122:1                  | Stensättning                     |              | Hejnum, Gotland     |       | 57.681434, 18.586297 | 10093601220001 | Ladda upp en bild av detta fornminne      |
| Hejnum 123:1                  | Stensättning                     |              | Hejnum, Gotland     |       | 57.676009, 18.578817 | 10093601230001 | Ladda upp en bild av detta fornminne      |
| Hejnum 124:1                  | Stensättning                     |              | Hejnum, Gotland     |       | 57.681965, 18.593449 | 10093601240001 | Ladda upp en bild av detta fornminne      |
| Hejnum 124:2                  | Stensättning                     |              | Hejnum, Gotland     |       | 57.681901, 18.593463 | 10093601240002 | Ladda upp en bild av detta fornminne      |
| Hejnum 124:3                  | Stensättning                     |              | Hejnum, Gotland     |       | 57.681829, 18.593442 | 10093601240003 | Ladda upp en bild av detta fornminne      |
| Hejnum 138:1                  | Hög                              |              | Hejnum, Gotland     |       | 57.672127, 18.674819 | 10093601380001 | Ladda upp en bild av detta fornminne      |
| Hejnum 145:1                  | Gravfält                         |              | Hejnum, Gotland     |       | 57.684894, 18.649409 | 10093601450001 | Ladda upp en bild av detta fornminne      |
| Hejnum 150:1                  | Gravfält                         |              | Hejnum, Gotland     |       | 57.660803, 18.601166 | 10093601500001 | Ladda upp en bild av detta fornminne      |
| Hejnum 160:1                  | Stensättning                     |              | Hejnum, Gotland     |       | 57.687717, 18.635354 | 10093601600001 | Ladda upp en bild av detta fornminne      |
| Hejnum 161:1                  | Hällristning                     |              | Hejnum, Gotland     |       | 57.692516, 18.610239 | 11100000000690 | Ladda upp en bild av detta fornminne      |
| Hejnum 163:3                  | Husgrund, historisk tid          |              | Hejnum, Gotland     |       | 57.684919, 18.632687 | 10093601630003 | Ladda upp en bild av detta fornminne      |
| Hejnum 168:1                  | Stensättning                     |              | Hejnum, Gotland     |       | 57.664218, 18.591184 | 10093601680001 | Ladda upp en bild av detta fornminne      |
| Hejnum 168:2                  | Stensättning                     |              | Hejnum, Gotland     |       | 57.664268, 18.591264 | 10093601680002 | Ladda upp en bild av detta fornminne      |
| Hejnum 168:3                  | Stenkrets                        |              | Hejnum, Gotland     |       | 57.664098, 18.591115 | 10093601680003 | Ladda upp en bild av detta fornminne      |
| Hejnum 169:1                  | Gravfält                         |              | Hejnum, Gotland     |       | 57.665169, 18.588893 | 10093601690001 | Ladda upp en bild av detta fornminne      |
| Hejnum 169:3                  | Stensättning                     |              | Hejnum, Gotland     |       | 57.664388, 18.588073 | 10093601690003 | Ladda upp en bild av detta fornminne      |
| Hejnum 170:1                  | Stensättning                     |              | Hejnum, Gotland     |       | 57.666018, 18.588490 | 10093601700001 | Ladda upp en bild av detta fornminne      |
| Hejnum 170:2                  | Stensättning                     |              | Hejnum, Gotland     |       | 57.666097, 18.588152 | 10093601700002 | Ladda upp en bild av detta fornminne      |
| Hejnum 171:1                  | Stensättning                     |              | Hejnum, Gotland     |       | 57.666503, 18.588975 | 10093601710001 | Ladda upp en bild av detta fornminne      |
| Hejnum 171:2                  | Stensättning                     |              | Hejnum, Gotland     |       | 57.666531, 18.589182 | 10093601710002 | Ladda upp en bild av detta fornminne      |
| Hejnum 171:3                  | Stensättning                     |              | Hejnum, Gotland     |       | 57.666459, 18.589353 | 10093601710003 | Ladda upp en bild av detta fornminne      |
| Hejnum 172:1                  | Stensättning                     |              | Hejnum, Gotland     |       | 57.666177, 18.585686 | 10093601720001 | Ladda upp en bild av detta fornminne      |
| Hejnum 173:1                  | Stensättning                     |              | Hejnum, Gotland     |       | 57.664617, 18.587103 | 10093601730001 | Ladda upp en bild av detta fornminne      |
| Hejnum 174:1                  | Stensättning                     |              | Hejnum, Gotland     |       | 57.663866, 18.597552 | 10093601740001 | Ladda upp en bild av detta fornminne      |
| Hejnum 182:1                  | Stensättning                     |              | Hejnum, Gotland     |       | 57.665040, 18.584317 | 10093601820001 | Ladda upp en bild av detta fornminne      |
| Hejnum 183:1                  | Hällristning                     |              | Hejnum, Gotland     |       | 57.685597, 18.610158 | 11100000000691 | Ladda upp en bild av detta fornminne      |
| Hejnum 197:1                  | Gravfält                         |              | Hejnum, Gotland     |       | 57.683025, 18.609182 | 10093601970001 | Ladda upp en till bild av detta fornminne |
| Hejnum 221:1                  | Husgrund, förhistorisk/medeltida |              | Hejnum, Gotland     |       | 57.648988, 18.591141 | 10093602210001 | Ladda upp en bild av detta fornminne      |
| Hejnum 221:2                  | Husgrund, förhistorisk/medeltida |              | Hejnum, Gotland     |       | 57.649164, 18.591790 | 10093602210002 | Ladda upp en bild av detta fornminne      |
| Bäl 37:2                      | Röse                             |              | Hejnum, Gotland     |       | 57.664092, 18.654547 | 10090600370002 | Ladda upp en bild av detta fornminne      |
| Bäl 37:3                      | Röse                             |              | Hejnum, Gotland     |       | 57.664119, 18.654194 | 10090600370003 | Ladda upp en bild av detta fornminne      |